# Publications of the Research Institute for Mathematical Sciences
Publications of the Research Institute for Mathematical Sciences is een internationaal, aan collegiale toetsing onderworpen wetenschappelijk tijdschrift op het gebied van de wiskunde.
De naam wordt in literatuurverwijzingen meestal afgekort tot Publ. Res. Inst. Math. Sci.
Het tijdschrift is opgericht in 1965.
Het wordt uitgegeven door de Universiteit van Kioto. De verspreiding wordt verzorgd door de European Mathematical Society.
Er verschijnen gewoonlijk 4 nummers per jaar.